# Ганс-Юрген Шлей
Ганс-Юрген Шлей (нім. Hans-Jürgen Schley; 20 жовтня 1920, Грайфенберг — ?) — німецький офіцер-підводник, оберлейтенант-цур-зее крігсмаріне.

## Біографія
1 грудня 1939 року вступив на флот. З березня 1942 року — 2-й, з грудня 1942 року — 1-й вахтовий офіцер на підводному човні U-563. В травні 1943 року пройшов курс командира човна. З 11 червня 1943 по 30 червня 1944 року — командир U-59, з 1 липня 1944 по 19 березня 1945 року — U-351, з 20 березня по 3 травня 1945 року — U-3507. В травні був взятий в полон. 7 серпня 1945 року звільнений.

## Звання
- Кандидат в офіцери (1 грудня 1939)
- Морський кадет (1 травня 1940)
- Фенріх-цур-зее (1 листопада 1940)
- Оберфенріх-цур-зее (1 листопада 1941)
- Лейтенант-цур-зее (1 травня 1942)
- Оберлейтенант-цур-зее (1 грудня 1943)